# Mediaș
Mediaș (Ausspracheⓘ; deutsch Mediasch, früher Medwisch, siebenbürgisch-sächsisch Medwesch oder Meddesch, ungarisch Medgyes) ist eine Stadt in Siebenbürgen im Kreis Sibiu in Rumänien. Sie liegt an der Târnava Mare (Große Kokel) und ist ein wichtiger Verkehrsknotenpunkt in Zentralrumänien.

## Geografie

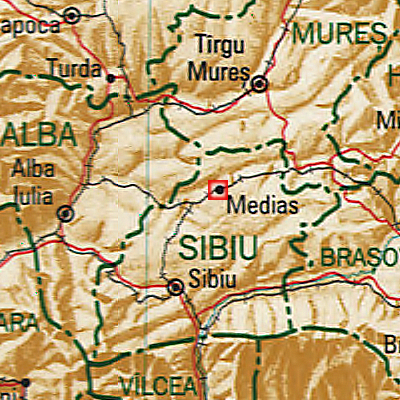
Mediaș, Nachbarstädte: Sibiu, Alba Iulia, Turda, Târgu Mureș

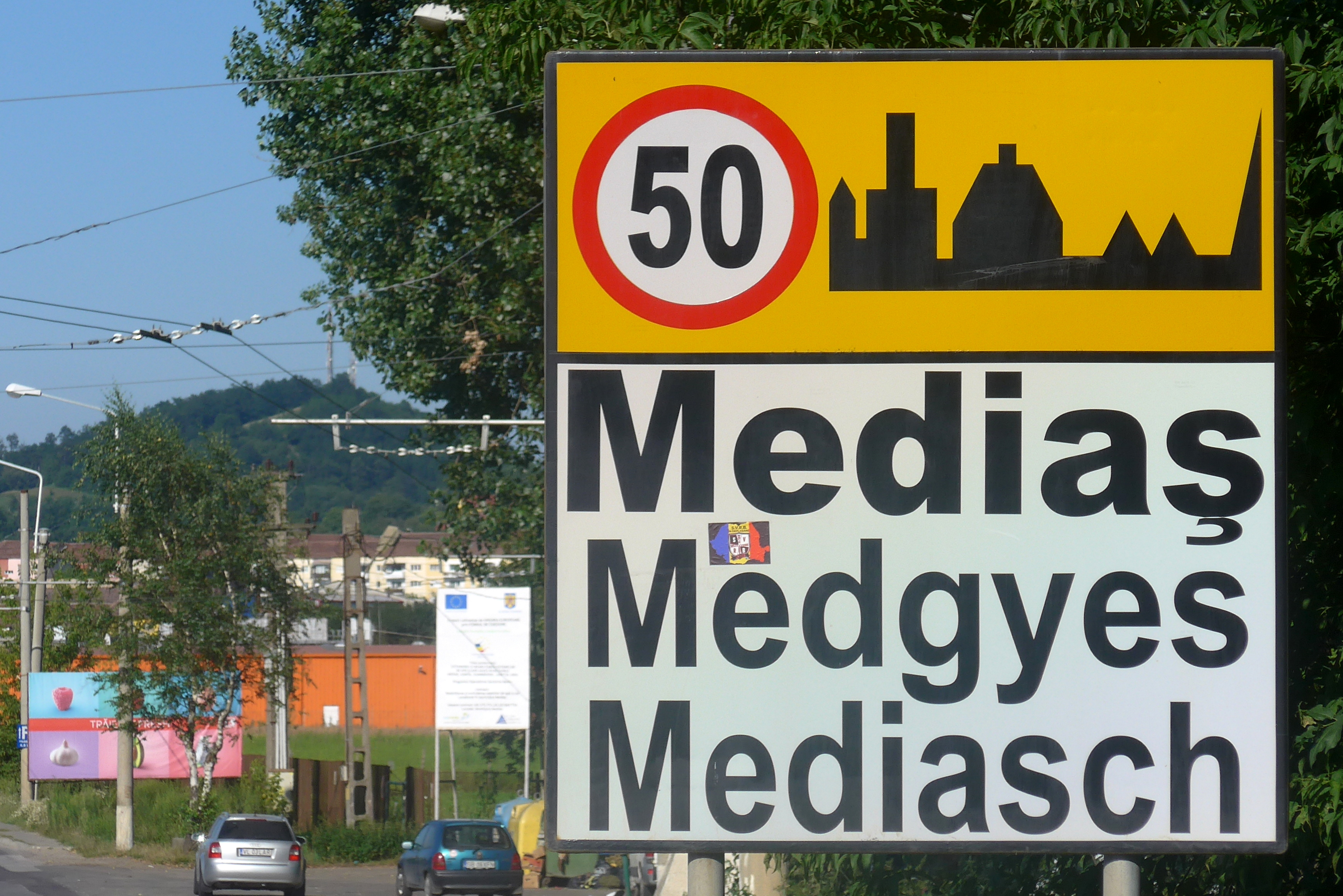
Amtliches Ortseingangsschild mit der rumänischen, ungarischen und deutschen Ortsbezeichnung

Wappen der Heimatgemeinschaft Mediasch

### Lage
Die Stadt liegt im Kokeltal des Karpatenvorlands und ist von zahlreichen Bergen umgeben. Im Norden von den Steilhängen des Galchberges, der Burg, des Hunsrückens und Keppenberges und im Süden vom Busder Plateau, Hasengarten, Vogelstange, Hirschberg, Kreuzberg und Stempelwald. Die Gesamtlänge der Stadtgrenze beträgt 35 km, der Marktplatz liegt auf einer Seehöhe von 305 m, höchster Punkt ist der Weberln-Berg (555 m).

### Natur
Mediaș liegt in einer Mischwaldzone mit Steineichen und Rotbuchen, an Bächen und Flüssen wachsen Weiden und Erlen und auf den Wiesen und Auen auch viele Arten von Süßgräsern und Wildblumen.

### Klima
- Es herrscht ein gemäßigtes Kontinentalklima
- Die durchschnittliche Niederschlagsmenge beträgt 600 mm pro Jahr
- Die durchschnittliche Anzahl der Regentage pro Jahr beträgt 123 Tage

## Nachbardörfer
In der Nachbarschaft von Mediaș liegen die Ortschaften Bazna (Baaßen), Blăjel (Klein-Blasendorf), Păucea (Puschendorf), Dârlos (Durles), Brateiu (Pretai), Buzd (Bußd), Moșna (Meschen), Ighișul Nou (Eibesdorf) und Târnava (Groß-Probstdorf).

## Geschichte
Mediasch wurde Mitte des 13. Jahrhunderts von siebenbürgisch-sächsischen Siedlern aus dem „Altland“ der Hermannstädter Provinz durch Binnenkolonisation besiedelt. Die erste urkundliche Erwähnung erfolgte im Jahr 1267. Der Name könnte vom lateinischen per medias via (in etwa am Kreuzweg) herrühren. Gemeint sein könnte damit ebenso die Mitte des historischen Siebenbürgens, die Mediasch in etwa markierte. Eine andere Erklärung ist die Übernahme des Ortsnamens einer vorher bestehenden Szekler-Siedlung namens Medyes. Der Name soll sich auf den Baumbewuchs der Gegend beziehen und bedeutet Sauerkirsche (neu-ungarisch Meggy), woraus im Laufe der Zeit durch Lautverschiebung der heutige Name entstanden sein soll. In ersten urkundlichen Erwähnungen heißt es u. a. Mediesy (1267) oder Terra Meddies (1289). Später findet sich auch die deutsche Bezeichnung Medwisch (Honterus-Karte, 1532; Siebenbürgischer Würg-Engel, 1670).
Mediasch entstand zunächst als Siedlung auf Adelsboden, d. h. die ersten deutschen Siedler waren dem ungarischen Adel hörig und genossen nicht dieselben Freiheits-Privilegien wie die Siedler auf dem sogenannten Königsboden. Innerhalb weniger Generationen erkämpften sich die Mediascher jedoch diese Privilegien (1315) und erreichten zusammen mit den umliegenden Ortschaften sogar den Status eines „Stuhls“ (Zwei Stühle, später Mediascher Stuhl), also einer eigenen Gerichtsbarkeit und weitestgehender Selbstverwaltung.
Ab etwa 1523 kamen Schriften von Martin Luther und Philipp Melanchton in die Stadt. Um 1550 wurde die Reformation eingeführt, weil die Stände einander die Glaubensentscheidung freigestellt hatten. In der Mediascher Stadtgeschichte spiegelt sich die wechselhafte Geschichte Siebenbürgens wider. Immer wieder zogen verschiedenste Heere durch das Land, es gab osmanische Einfälle, österreichische und ungarische Gegenangriffe und oft genug lokale Fürsten und Gegenfürsten, die blutig um die Vorherrschaft stritten. Mediasch wurde dabei mehrfach belagert und geplündert, wobei das Jahr 1605 als „Schreckensjahr“ in die Geschichte einging. Ebenso wurde Mediasch von der zweiten Geißel des Mittelalters, der Pest, mehrfach heimgesucht. Die Mediascher Bürgerschaft schaffte es jedoch immer wieder, das Leben in der Stadt zum Blühen zu bringen. Vielleicht trugen gerade die oft ungünstigen äußeren Bedingungen dazu bei, den inneren Zusammenhalt zu stärken. Dies bezog sich jedoch beinahe ausschließlich auf die deutsche Bevölkerung, Ungarn oder gar Rumänen waren nahezu vollständig ausgeschlossen.
Die Dominanz der deutschstämmigen Siebenbürger Sachsen dauerte bis ins 19. Jahrhundert an. In Mediasch wurde der wachsende Einfluss der ungarischen Staatsmacht und ihr Bestreben der „Magyarisierung“ Siebenbürgens besonders offensichtlich. Im Jahr 1849 wurde die Stadt von ungarischem Militär besetzt und der Mediascher Stephan Ludwig Roth, prominentes Sprachrohr der Siebenbürger, Pfarrer, Lehrer und Schriftsteller, festgenommen, in Klausenburg in einem Schauprozess zum Tode verurteilt und standrechtlich erschossen. Darüber hinaus wurden hunderte anderer Menschen, die meisten davon Rumänen, erschossen. Dennoch gelang es der deutschen Bevölkerung dank traditionell guter Kontakte nach Deutschland und Österreich während der Zeit der Industrialisierung ihre Vormachtstellung in Mediasch ökonomisch auszubauen.
Nach dem Ersten Weltkrieg und der Vereinigung Siebenbürgens mit Rumänien schwand auch in Mediaș zunehmend der Einfluss der deutschen Bevölkerung. Obwohl sie nach wie vor den Großteil der Bevölkerung stellten, fühlten sich die Deutschen vor allem wegen entsprechender Gesetze der Zentralregierung zunehmend ins Abseits gedrängt. So fand die NS-Propaganda auch in Mediaș ihre Anhänger: Viele Bewohner der Stadt zogen auf deutscher Seite in den Zweiten Weltkrieg. Hingegen wurden hier keine organisierten Pogrome gegen die jüdische Bevölkerung und ihre Einrichtungen durchgeführt. Bis nach dem Zweiten Weltkrieg hatte die deutschstämmige Bevölkerung (zumeist Siebenbürger Sachsen) in Mediaș eine relative Mehrheit. Die Stadt, damals noch Teil des Kreises Târnava-Mare, zählte im Jahr 1930 15.505 Einwohner, davon 5.974 Deutsche (38,52 %), 4.366 Rumänen (28,15 %), 3.876 Magyaren (24,99 %), 702 Juden (4,52 %) und 345 Roma (2,22 %).
1996 wurden 62.750 Einwohner, davon 50.200 Rumänen, 8.900 Magyaren, 2.500 Roma, 1.150 Deutsche gezählt.

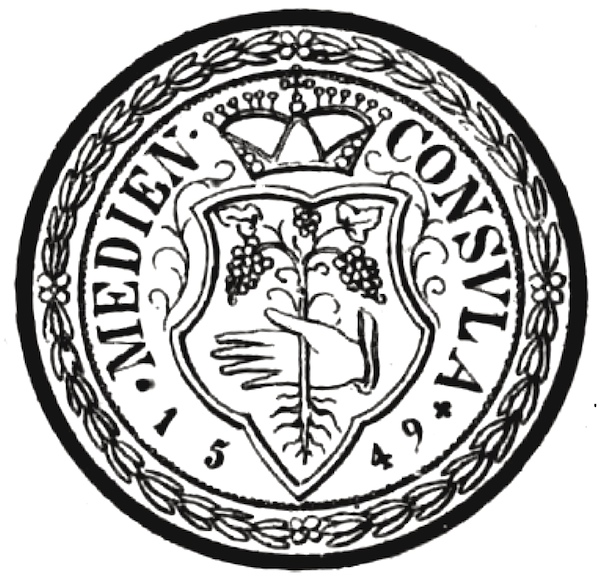
Siegel, 1549
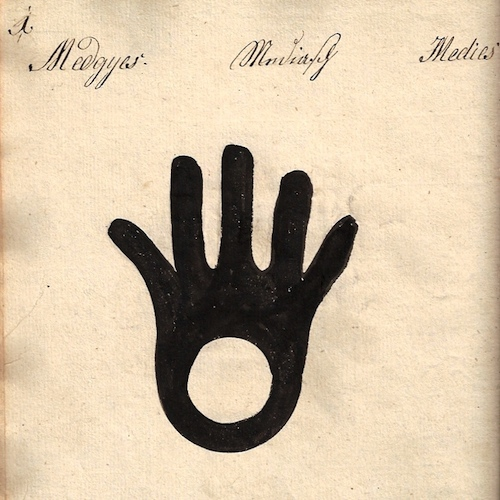
Viehbrandzeichen
Früheres Wappen von Mediaș
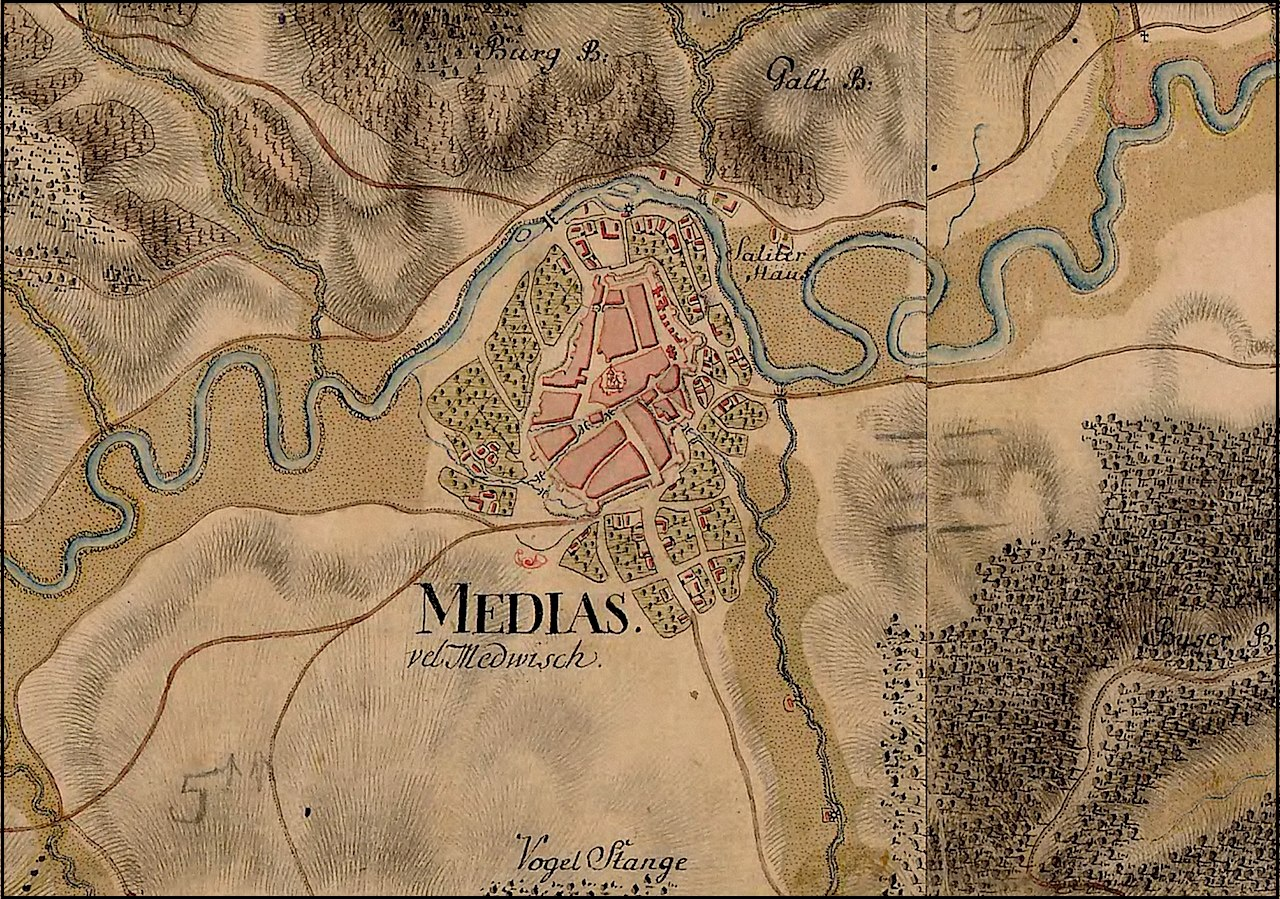
Mediasch in der Josephinischen Landesaufnahme von Siebenbürgen, 1769–1773.
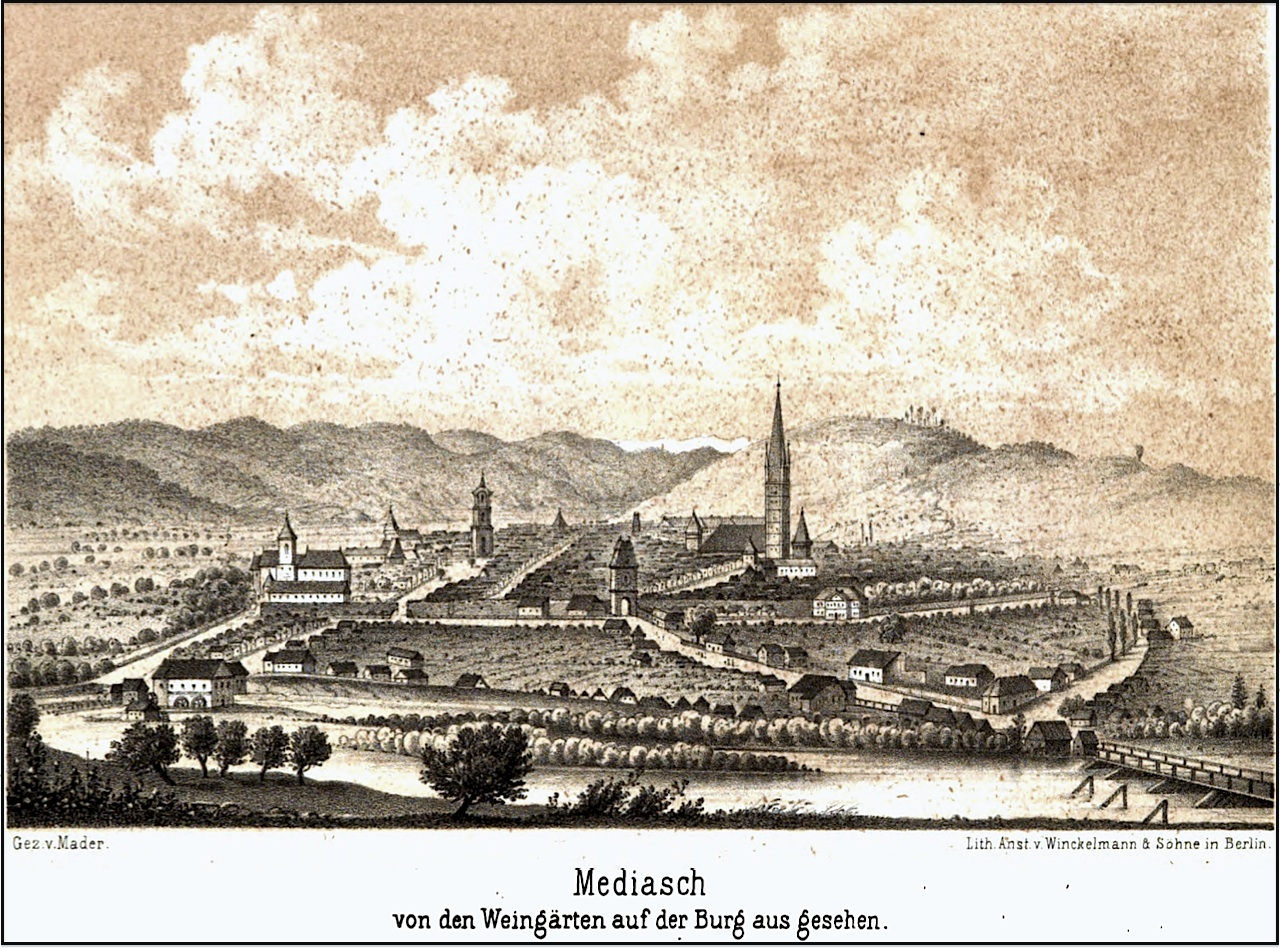
Mediasch im Jahr 1862

## Politik
Bürgermeister der Stadt war von 2004 bis zu seinem Tod 2009 Daniel Thellmann, zunächst gewählt als Mitglied des DFDR (Demokratisches Forum der Deutschen in Rumänien). Das DFDR leitete die Stadtpolitik in der Wahlperiode 2004–2008 in einer Koalition mit der PD, seit 2007 umbenannt in PD-L. Am 18. April 2008 wechselte der amtierende Bürgermeister zur PD-L, was zu politischen Auseinandersetzungen führte. Infolgedessen kündigte Klaus Johannis, der Vorsitzende des Demokratischen Forums der Deutschen in Rumänien, den Abbruch jeglicher Zusammenarbeit zwischen dem DFDR und der PD-L. Thellmann musste seine Ämter im Demokratischen Forum der Deutschen niederlegen.

### Kommunalwahlen
Die Wahlen zum Stadtrat (consiliul local) im Jahre 2020 ergaben folgende Mandatsverteilung:
- PNL (National-Liberale Partei): 16
- PSD (Sozialdemokratische Partei): 3
- USR (Union Rettet Rumänien): 1
- PLUS (Partei für Freiheit, Einigkeit und Solidarität): 1

Nach Daniel Thellmanns Tod durch schwere Krankheit übernahm sein Stellvertreter Teodor Neamțu 2009 das Amt des Bürgermeisters. Seit 2016 ist Gheorghe Roman Bürgermeister der Stadt.

### Liste der Bürgermeister von Mediasch
Die folgenden Bürgermeister der Stadt sind seit dem 16. Jahrhundert und vereinzelt davor beurkundet:
- 1402 Cuncz, villicus[11]
- 1552–1559 Simon Pellio, Stadthann
- 1559–1569 Simon Pellio
- 1569–1575 Joachim Koch
- 1575–1577 Georg Cseh
- 1577–1579 Joachim Koch
- 1579–1580 Georg Cseh
- 1580–1581 Johannes Literatus, alias Schuller
- 1581–1582 Joachim Koch
- 1582–1583 Johann Weiß
- 1583–1585 Joachim Koch, † 19. Februar 1585
- 1586 Johannes Schuller, † 28. Juli 1586
- 1586 Johann Weiß, † 4. September 1586
- 1586 Philippus Kirschner (Pellio), alias Ernst
- 1587–1588 Philippus Ernst
- 1588 unbekannt
- 1589–1590 Philippus Ernst oder Michael Fleischer
- 1590–1591 Martinus Weiß
- 1591–1592 Michael Fleischer
- 1592–1595 Martinus Weiß
- 1595 Philippus Ernst
- 1595–1597 unbekannt
- 1598–1599 Martinus Weiß oder Michael Fleischer
- 1599–1601 Martinus Weiß
- 1601–1603 unbekannt
- 1603–1604 Franziskus Cseh
- 1604–1605 Michael Goldschmidt
- 1605–1607 Achatius Schimert
- 1607–1609 Simon Zachariä
- 1609–1616 Petrus Gotterbarmet
- 1616–1617 Andreas Fleischer, alias Gräf
- 1617–1619 Petrus Hann, lat. Hannius oder Honnius
- 1619–1620 Andreas Fleischer, alias Gräf
- 1620–1623 Petrus Gotterbarmet
- 1623–1627 Petrus Hann
- 1617–1631 Georg(ius) Lander
- 1631–1637 Franziskus Reutsch (Reytsch)
- 1637–1638 Georg Lander
- 1638–1643 Martin(us) Klausenburger
- 1643–1648 Petrus Gotterbarmet
- 1648–1651 Matthias Herbert
- 1651–1657 Michael Hetzeldorfer, alias Simonius
- 1657–1660 Stephan(us) Maurer (Lani), alias Fleischer
- 1660–1664 Andreas Seidner, alias Fabritius
- 1664–1667 Michael Rukesch
- 1667–1669 Andreas Seidner, alias Fabritius
- 1669–1671 Johannes Auner
- 1671–1673 Andreas Seidner, alias Fabritius
- 1673–1675 Johannes Auner
- 1675–1677 Andreas Seidner, alias Fabritius
- 1677–1679 Johannes Auner
- 1679–1681 Michael Keßleri, alias Csekelius
- 1681–1682 Johannes Auner
- 1682–1684 Michael Keßleri, alias Csekelius
- 1684–1686 Stephan(us) Gräser
- 1686–1688 Matthias Tinnes
- 1688–1693 Samuel Conrad, ab 1692 von Heydendorff
- 1693–1695 Petrus Hermann
- 1695–1697 Samuel Conrad von Heydendorff
- 1693–1701 Petrus Hermann
- 1701–1702 Samuel Conrad von Heydendorff
- 1702–1703 Petrus Hermann
- 1703–1707 Samuel Conrad von Heydendorff
- 1707–1710 Johann Auner
- 1710–1714 Martin Klausenburger, jun.
- 1714–1716 Daniel Kirtscher, alias Gross
- 1716–1721 Petrus Auner
- 1721–1727 Andreas Hann
- 1727–1731 Johannes Schuller
- 1731–1733 Andreas Hann
- 1733–1734 Johannes Schuller
- 1734–1738 Andreas Hann, ab 1742 von Hannenheim
- 1738–1752 Michael Schuller, ab 1741 von Sonnenberg
- 1752–1754 Daniel Conrad von Heydendorf
- 1754–1763 Andreas Hann von Hannenheim
- 1763–1770 Daniel Conrad von Heydendorff
- 1770–1772 Matthias Zoppelt (Czoppelt)
- 1772–1775 Andreas Hann von Hannenheim
- 1775–1778 Daniel Conrad von Heydendorff
- 1778–1790 Daniel Schaffendt
- 1790–1798 Michael Conrad von Heydendorff d. Ä.
- 1798–1799 Andreas Conrad von Heydendorff
- 1799–1805 Jacob Georg Binder
- 1805–1822 Michael Conrad von Heydendorff d. Ä.
- 1822–1833 Daniel Georg Schaffendt
- 1833–1835 Andreas Kraus von Ehrenfeld
- 1835–1848 Michael Conrad von Heydendorff d. J.
- 1848–1850 Daniel Georg Gräser (* 1783, † 1869)
- 1850–1853 Friedrich Binder von Biedersfeld
- 1853–1855 Andreas Schuster
- 1855–1869 Friedrich Binder von Biedersfeld
- 1869–1874 unbekannt
- 1874–1877 Carl Conrad von Heydendorf
- 1877–1891 Wilhelm Greßkowitz
- 1891–1894 Max Kraus
- 1894 Wilhelm Wagner
- 1894–1918 Friedrich Theil
- 1918–1932 Julius Stenzel
- 1932–1934 Michael Ambrosi jun.
- 1934–1938 Coriolan Aslău
- 1938–1940 Wilhelm Binder
- 1940–1944 Hans Zikeli

- 1996–2000 Dionisie Bucur
- 2000–2004 Teodor Plopeanu
- 2004–2009 Daniel Thellmann
- 2009–2016 Teodor Neamțu
- seit 2016 Gheorghe Roman

## Städtepartnerschaften
Mediaș unterhält Partnerschaften mit:
- Głogów in Polen, seit 1992
- Sopron in Ungarn, seit 1993
- De Fryske Marren in den Niederlanden, seit 1995
- Mineral Wells in Texas, seit 2005
- Dąbrowa Górnicza in Polen, seit 2011
- Cricova in der Republik Moldau, seit 2018
- Lutherstadt Wittenberg, seit 2019[12]

## Sehenswürdigkeiten
- Margarethenkirche mit dem charakteristischen schiefen Trompeterturm („Tramiter“). Im Innenraum der Kirche befindet sich die nach der Schwarzen Kirche von Brașov bedeutendste Sammlung wertvoller historischer „Siebenbürger“ Teppiche.[13][14] Der Mediascher Altar im Chorraum ist eines der bedeutendsten Werke der Spätgotik in Siebenbürgen. Seit dem Jahr 2022 wird der alte Buchbestand im Kirchturm wissenschaftlich gesichert und erforscht.
- Hermann-Oberth-Gedenkhaus
- Historische Altstadt
- Schuller-Haus (Bildungseinrichtung)
- Stephan-Ludwig-Roth-Gedenkhaus
- Synagoge, erbaut 1896

## Medien
Es gibt zwei Radiosender in Mediaș (Radio Mediaș und Radio Ring), einen Fernsehsender (Nova Tv) und drei Wochenblätter (Monitorul de Mediaș, Jurnal de Weekend und Medieșeanul).

## Sport
Die erfolgreichsten Sportvereine in Mediaș sind die Basketballmannschaft und der Fußballklub von Gaz Metan. Der Fußballklub gewann 2011 in der Qualifikation zur UEFA Europa League überraschend gegen die deutsche Bundesligamannschaft FSV Mainz 05.

## Verkehr
Mediaș liegt an einer der bedeutendsten internationalen Eisenbahnstrecken Rumäniens (Bukarest–Budapest–Wien), eine der ersten von der rumänischen Staatsbahn (CFR) elektrifizierten Strecken. Außerdem ist Hermannstadt über eine Lokalbahnlinie – via Copșa Mică (Kleinkopisch) – erreichbar. Das Stadtzentrum ist vom Bahnhof aus in etwa 10 Minuten zu Fuß erreichbar.
Die Stadt liegt am Straßenkreuzungspunkt der Nationalstraßen (drum național) DN 14, DN 14A, DN 14B sowie der Kreisstraße (drum județean) DJ 141. Über diese Straßen sind die Städte Hermannstadt, Blaj (Blasendorf), Târnăveni (Sankt Martin), Sighișoara (Schäßburg) und Agnita (Agnetheln) erreichbar.
Das öffentliche Verkehrsnetz besteht aus drei Oberleitungsbus- und einigen Autobuslinien.

## Wein
Die Stadt liegt im siebenbürgischen Weinland, wo der Anbau von vorwiegend Weißwein seit jeher ein wichtiger Wirtschaftsfaktor war. Dieses bezeugt auch das Stadtwappen, in dem das alte Wappenelement, die natürliche rechte Hand vermehrt ist um eine befruchtete Weinrebe mit Wurzeln, Blättern und zwei Trauben – so belegt in einem Siegel aus dem Jahr 1546. Auch die Heimatgemeinschaft Mediasch führt neben dem Tramiterturm die befruchtete Weinrebe in ihrem Wappen.
Der Wein aus Mediaș wird in Bram Stokers Roman Dracula an prominenter Stelle erwähnt: “The wine was Golden Mediasch, which produces a queer sting on the tongue, which is, however, not disagreeable” (Tagebucheintrag von Jonathan Harker, 5. Mai, zum ersten Mal auf dem Weg zum Schloss des Grafen).

## Persönlichkeiten

### Söhne und Töchter der Stadt
- Christian Schesaeus (1536–1585), siebenbürgischer Humanist[18]
- Michael Weiß (1569–1612), Politiker[19]
- Michael Conrad von Heydendorff der Ältere (1730–1821), Chronist, Historiker und Bürgermeister
- Stephan Ludwig Roth (1796–1849), Pfarrer, Schulreformer und Politiker
- Wilhelm von Alemann (1798–1881), österreichischer Feldzeugmeister, Kommandant der Theresianischen Militärakademie
- Andreas von Gunesch (1799–1875), evangelisch-lutherischer Superintendent von Wien
- Theodor Fabini (1828–1849), Reformer und Volksheld[20]
- Josef Schuster (1849–1914), Lehrer und Abgeordneter im Ungarischen Reichstag
- Johann Friedrich Wilhelm Binder (1857–1898), Jurist und Politiker
- Heinrich Siegmund (1867–1937), Arzt, Landeskonsistorialrat und Publizist
- Samuel Karres (1874–1954), Industrieller[21]
- Rudolf Brandsch (1880–1953), Politiker
- Gustav Michael Julius Schuster „Schuster Dutz“ (1885–1968), Mundartdichter[22][23]
- Otto Folberth (1896–1991), Rektor, Heimatforscher, Schriftsteller
- Carl Göllner (1911–1995), Historiker und Mitarbeiter des rumänischen Geheimdienstes Securitate
- George Popa (1912–1973), Schriftsteller und Historiker[24]
- Annemarie Suckow von Heydendorff (1912–2007), Bildhauerin
- Gheorghe Váczi (1922–2006), Fußballspieler
- Otto Gert Folberth (1924–2018), Physiker
- Hans Ambrosi (1925–2012), Weinfachmann
- Hubert Caspari (1926–2004), Architekt
- Detlev Draser (1926–2011), Architekt
- Dora Kleemann (1926–2017), Email-Künstlerin, Schmuckgestalterin und Textilgestalterin
- Adolf Oberth (1928–2007), Chemiker und Erfinder
- Peter P. Schweger (1935–2022), Architekt
- Waldemar Mühlbächer (1937–2021), Fußballspieler
- Ruxandra Sireteanu (1945–2008), Biophysikerin und Neurowissenschaftlerin
- Klaus Schibschid (1951–2021), Handballspieler
- Klaus F. Schneider (* 1958), Dichter und Schriftsteller
- Johann Schneider (* 1963), Regionalbischof
- Wilfried „Willi“ Schneider (* 1963), Skeletonpilot und Skeletontrainer
- Margareta Keszeg (* 1965), Leichtathletin
- Doris Eisenburger (* 1966), Kinderbuchillustratorin
- Adelheid Theil (* 1969), Schauspielerin
- Gheorghe Hațegan (* 1970), Manager
- Nadia Hatagan (* 1979), Kunstturnerin
- Ionuț Buzean (* 1982), Fußballspieler
- Amar (Rapper) (* 1983), Rapper und Musikproduzent
- Hanna Binder (* 1985), Schauspielerin und Theaterregisseurin
- Alexandru Munteanu (* 1987), Fußballspieler
- Paul Pârvulescu (* 1988), Fußballspieler
- Radu Zaharia (* 1989), Fußballspieler

### Persönlichkeiten die mit Mediaș in Verbindung stehen
- Samuel Conrad von Heydendorff (1647–1727), Verwaltungsbeamter und Bürgermeister der Stadt Mediaș
- Ștefan Moldovan (1813–1900), Pfarrer und 1848er-Revolutionär[25]
- Hermann Oberth (1894–1989), „Vater der Raumfahrt“, Wissenschaftler
- Daniel Thellmann (1960–2009), ehemaliger Bürgermeister der Stadt Mediaș (2004–2009)